# The Horse That Wouldn't Stay Hitched
The Horse That Wouldn't Stay Hitched è un cortometraggio muto del 1913 diretto da Pat Hartigan e interpretato da Ruth Roland e Marshall Neilan.

## Produzione
Il film, prodotto dalla Kalem Company, fu girato a Santa Monica.

## Distribuzione
Distribuito dalla General Film Company, il film uscì nelle sale cinematografiche statunitensi il 31 gennaio 1913. Veniva proiettato con il sistema dello split reel, accorpato accorpato in un'unica bobina con un altro cortometraggio prodotto dalla Kalem, St. Augustine, Florida.